# Amblypsilopus ambila
Amblypsilopus ambila är en tvåvingeart som beskrevs av Grichanov 2004. Amblypsilopus ambila ingår i släktet Amblypsilopus och familjen styltflugor.
Artens utbredningsområde är Madagaskar. Inga underarter finns listade i Catalogue of Life.